# باله‌پنجه نقاب‌دار
باله‌پنجه نقاب‌دار (نام علمی: Heliopais personatus) نام یک گونه از تیره باله‌پنجگان است.